# ستيفن إف. براون
ستيفن إف. براون (بالإنجليزية: Stephen F. Brown)‏ هو محامي أمريكي، ولد في 4 أبريل 1841 في Swanton (town), Vermont ‏ في الولايات المتحدة، وتوفي بنفس المكان في 8 سبتمبر 1903.